# Adriano Banchieri
Adriano Banchieri (Bolonya, 3 de setembre de 1568 - Bolonya, 1634), de nom de naixement Tomaso Banchieri, va ser un benedictí compositor, organista, teòric de la música i poeta italià de finals del Renaixement i principis del Barroc. La seva obra més popular és el Festino, un madrigal on, entre altres coses, es fan imitacions vocals de diferents animals.

## Biografia
Banchieri va néixer i va morir a Bolonya (Itàlia). El 1587 va prendre els hàbits de l'orde de Sant Benet, i va fer els seus vots el 1590, canviant el seu nom, Tomaso, per Adriano, que és amb el qual és recordat. En el monestir un dels seus mestres va ser Gioseffo Guami, que va modelar el seu estil.
Durant la seva vida monàstica va estar a Lucca, Siena, Imola, Gubbio, Venècia i Verona. El 1609 es muda al Monestir de San Michele in Bosco (Sant Miquel del Bosc), a Bolonya, on hi va ser fins a la seva mort (1634). El 1613 és nomenat professor de música i el 1615 fundà l'Accademia dei Floridi, dedicada a l'estudi de les arts musicals. El 1618 és designat abat del monestir.
Se sap que va conèixer i va realitzar treballs de teoria de la música amb Monteverdi.

## Obra
Com Orazio Vecchi, va estar interessat a transformar el madrigal amb finalitats dramàtiques. Va ser un dels creadors de la forma anomenada "comèdia madrigal", que sense arribar a representar-se en escena, narrava una història mitjançant la interpretació seqüencial d'una col·lecció de madrigals.
Moltes d'aquestes col·leccions van ser compostes com un entreteniment en les reunions dels cercles socials de Bolonya. Entre molts exemples, mereixen destacar-se:
- La pazzia senile (Bogeria senil) (1598)
- Il metamorfosi musicale (Metamorfosi musical) (1601)
- Virtuoso ridotto (Virtuós disminuït) (1601)
- Festino (1608), on satiritza diversos estils musicals de l'època, i presenta una imitació d'animals fent un "contrapunt bestial" sobre un cantus firmus.

En el seu moment, la comèdia madrigal va ser considerada una de les precursores de l'òpera, però la majoria dels estudiosos veuen avui un desenvolupament separat, conseqüència de l'interès general en la Itàlia de l'època per crear formes de música dramàtiques.
Banchieri va ser a més un important compositor de canzonettas, una alternativa lleugera i popular als madrigals a finals del segle xvi.
Va escriure també misses, sèries de salms, motets, música per a oficis, i obres de teatre.

## Teoria musical

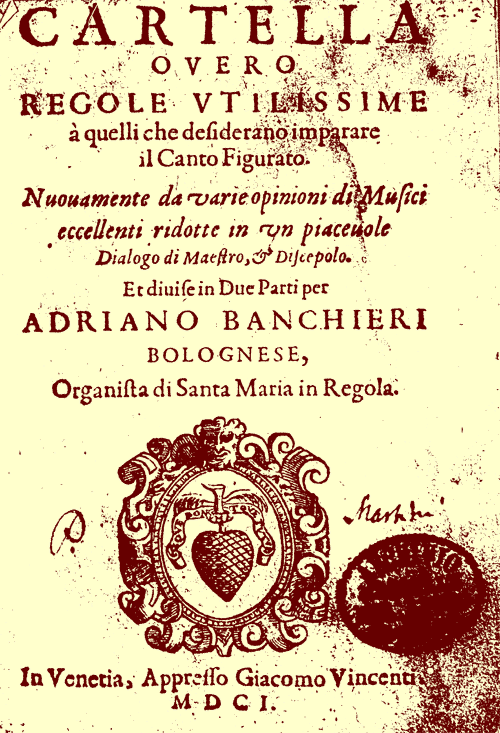
Portada de Cartella, d'Adriano Banchieri, 1601

Les obres de Banchieri són uns referents importants en els inicis del Barroc musical.
- Cartella, obra en diversos volums, (Venècia, 1601) inclou la part titulada Moderna Practica Musicale, on proposa el reconeixement de la variable del setè grau, desenvolupa el concepte modern de compàs, i recull taules d'ornamentació vocal.
- L'organo suonarino, (Venècia, 1605) descriu diversos acompanyaments utilitzant un baix figurat, i on lloa al organista Bianciardi.[1]

## Audició
- La Batalla (?·pàg.)